# Teresa Carril
Teresa Carril Millán (Madrid, 30 de marzo de 1998) es una guionista y directora de cine española.

## Biografía
Nació en Madrid el 30 de marzo de 1998. Es prima del actor Francesco Carril.
En 2016 estudió un doble grado de Periodismo y Comunicación audiovisual en la Universidad Carlos III de Madrid. Paralelamente realizó en 2019 un curso de dirección cinematográfica en la Escuela de Cinematografía y del Audiovisual de la Comunidad de Madrid (ECAM).
En mayo de 2019 Diego Lillo y Teresa empezaron a codirigir diversos proyectos, bajo el nombre de Superglu. Han realizado diversos videoclips y pequeños proyectos de ficción. Destaca el mediometraje Zalamero (2020), estrenado en los Cines Embajadores de Madrid y disponible en Filmin. 
En 2021 estudió un posgrado de Guion de Cine y Televisión en la Escola de Cinema de Barcelona (ECIB). AL mismo tiempo, trabajó como productora creativa en BLISS (estudio de animación). 
Desde 2022, Teresa ha dirigido vídeos musicales de artistas como Judeline, Carolina Durante, Israel Fernández, Julieta, El Bobo de las 3000... colaborando con productoras como Little Spain, Blur, Agosto o The Movement.
Entre 2023 y 2024 ha estado desarrollando diversos proyectos de ficción dentro de The Mediapro Studio junto a Fernando G. Molina.
En septiembre de 2024 Teresa vivió dos meses en Cuba. Se formó en la Escuela Internacional de Cine y TV (San Antonio de los Baños, Cuba) en dirección actoral técnica Meisner, junto a Stephen Bayly. 
Actualmente Teresa está terminando su nuevo proyecto de ficción, La Plaza Acuática (cortometraje).

## Superglu
En mayo de 2019 la asociación de Teresa Carril con Diego Lillo da lugar al nombre de Superglu, desde donde ambos directores realizarán y autoproducirán diversos proyectos, desde videos musicales a proyectos de ficción o documental, como pueden ser: Zalamero (2020), Los Bares de Madrid (2021), La Plaza Acuática (2024).

## Madrileñismo: influencia y obra
La obra de Teresa Carril está altamente influenciada por el casticismo y folclore madrileños. Su obra se reafirma en la vestimenta, usos y costumbres de los madrileños y sus clases obreras.
El mediometraje Zalamero, su primer proyecto cinematográfico bajo el sello de Superglu, bebe de cineastas como Éric Rohmer, Jonás Trueba o Pedro Almodóvar. El personaje principal, Martín, está inspirado en el tenorio de José Zorrilla. 
En 2021 presentó su Trabajo Final de Grado: La ciudad y la identidad, en el caso de Madrid. Un fragmento de este trabajo, titulado Del Oso y el Madroño a C. Tangana: Así es la identidad visual de Madrid, fue publicado en el medio digital 25gramos Archivado el 7 de octubre de 2022 en Wayback Machine.. En él, se hace un recorrido por Madrid a través de las fotografías, canciones y películas más representativas de la ciudad.

## Filmografía
| Año  | Título            | Tipo         | Cargo                 | Productora          |
| ---- | ----------------- | ------------ | --------------------- | ------------------- |
| 2020 | Zalamero          | Mediometraje | Directora y guionista | Superglu            |
| 2022 | Bares de Madri    | Cortometraje | Directora y guionista | Superglu            |
| 2022 | Siempreviva       | Cortometraje | Guionista             | Superglu            |
| 2024 | La Plaza Acuática | Cortometraje | Directora y guionista | Blur, Shift Dif.    |
| -    | Verbenas          | Serie        | Creadora y guionista  | The Mediapro Studio |